# زبان هیلیگاینون
زبان هیلیگاینون (انگلیسی: Hiligaynon language) که توسط گویشوران آن بیشتر با نام ایلونگو (Ilonggo) شناخته می‌شود یکی از زبانهای رایج در کشور فیلیپین است. هیلیگاینونی زبان مردم هیلیگاینون از اقوام پرجمعیت این کشور است. این زبان شاخه‌ای از زبانهای زبان‌های آسترونزیایی است که در مجموعه زبانهای مرکزی فیلیپین و زیرشاخه زبانهای ویسایائی قرار دارد.
۹ میلیون نفر از جمعیت جزایر ویسایای غربی از مجموعه جزایر ویسایا در مرکز فیلیپین به این زبان تکلم می‌کنند.